# Regular D
El servicio Regular D es uno de los 4 regulares que forma parte del Metropolitano, se lo puede reconocer por el color morado y el logo de una "D" en los buses troncales. 
El 30 de enero del 2017 la municipalidad de Lima anunciaba nuevos expresos y un nuevo servicio Regular a la lista, el Regular D tendría el rol de abastecer a usuarios en las horas puntas, por ello su horario era de 05:00 a 09:00 y luego daba paso a la Regular B. Para finales del año 2023 sufrió un pequeño cambio en su horario, ahora partiendo desde las 05:00 a 10:00 para finalmente dar paso a la Regular B, este cambio fue debido al cambio de ruta de la Regular B y el nuevo expreso 11 que cumplía su mismo rol pero en la nueva ampliación norte del Metropolitano. Parte desde el terminal Naranjal hasta la estación Central utilizando el ramal de Av. Alfonso Ugarte y Av. España.

## Horarios
| Horario de operación | Horario de operación | Horario de operación |
| REGULAR              | Hacia el Sur         | Hacia el Norte       |
| -------------------- | -------------------- | -------------------- |
| Lunes a viernes      | 05:00 a 10:00        | 05:00 a 10:00        |
| Sábados              | Sin servicio         | Sin servicio         |
| Domingos y feriados  | Sin servicio         | Sin servicio         |

## Estaciones
A continuación, todas las estaciones del Regular D, en algunas estaciones se pueden interconectar con diferentes servicios o expresos para una movilización de norte a sur o viceversa más rápida.
| N.º                           | Estaciones                                       | Común con: |
| ----------------------------- | ------------------------------------------------ | --- |
| 1                             | Terminal Naranjal (Embarque 2)                   | Regular A · Expreso 2 · Expreso 5 · Expreso 10 · Super Expreso · Super Expreso Norte                                                            |
| 2                             | Izaguirre (Embarque 1 sur)                       | Regular A · Expreso 5 · Expreso 6 |
| 3                             | Pacífico (Embarque 2 sur)                        | Regular A |
| 4                             | Independencia (Embarque 1 sur)                   | Regular A · Expreso 6 |
| 5                             | Los Jazmines (Embarque 2 sur)                    | Regular A |
| 6                             | Tomás Valle (Embarque 1 sur)                     | Regular A · Expreso 5 · Expreso 6 · Expreso 7                                                                                                   |
| 7                             | El Milagro (Embarque 2 sur)                      | Regular A |
| 8                             | Honorio Delgado (Embarque 1 sur)                 | Regular A |
| 9                             | Universidad de Ingeniería (UNI) (Embarque 1 sur) | Regular A · Expreso 5 · Expreso 9 · Expreso 13                                                                                                  |
| 10                            | Parque del Trabajo (Embarque 2 sur)              | Regular A |
| 11                            | Caquetá (Embarque 2 sur)                         | Regular A · Expreso 5 · Expreso 9 · Expreso 10                                                                                                  |
| RAMAL ALFONSO UGARTE - ESPAÑA |                                                  | |
| 12                            | Dos de Mayo (Embarque 1 sur)                     | Super Expreso Norte |
| 13                            | Quilca (Embarque 1 sur)                          | Super Expreso Norte |
| 14                            | España (Embarque 1 sur)                          | Expreso 5 · Super Expreso Norte |
| RAMAL SUR                     |                                                  | |
| 15                            | Estación Central (Embarque 6 y 7)                | Regular A · Regular C · Expreso 1 · Expreso 5 · Expreso 6 · Expreso 7 · Expreso 10 · Expreso 11 · Expreso 12 · Expreso 13 · Super Expreso Norte |

| N.º                           | Estaciones                            | Común con:                                                                                    |
| ----------------------------- | ------------------------------------- | --------------------------------------------------------------------------------------------- |
| 1                             | Estación Central (Embarque 2)         | Regular A · Regular C · Expreso 1 · Expreso 5 · Expreso 11 · Expreso 13 · Super Expreso Norte |
| RAMAL ALFONSO UGARTE - ESPAÑA |                                       |                                                                                               |
| 2                             | España (Embarque 2 norte)             | Super Expreso Norte · Expreso 5 · Expreso 9                                                   |
| 3                             | Quilca (Embarque 2 norte)             | Super Expreso Norte                                                                           |
| 4                             | Dos de Mayo (Embarque 2 norte)        | Super Expreso Norte                                                                           |
| RAMAL NORTE                   |                                       |                                                                                               |
| 5                             | Caquetá (Embarque 2 norte)            | Regular A · Expreso 5 · Expreso 9                                                             |
| 6                             | Parque del Trabajo (Embarque 2 norte) | Regular A                                                                                     |
| 7                             | Universidad de Ingienería (UNI)       | Regular A · Expreso 5 · Expreso 9                                                             |
| 8                             | Honorio Delgado (Embarque 2 norte)    | Regular A                                                                                     |
| 9                             | El Milagro (Embarque 2 norte)         | Regular A                                                                                     |
| 10                            | Tomás Valle (Embarque 2 norte)        | Regular A · Expreso 5                                                                         |
| 11                            | Los Jazmines (Embarque 2 norte)       | Regular A                                                                                     |
| 12                            | Independencia (Embarque 2 norte)      | Regular A                                                                                     |
| 13                            | Pacífico (Embarque 2 norte)           | Regular A                                                                                     |
| 14                            | Izaguirre(Embarque 2 norte)           | Regular A · Expreso 5                                                                         |
| 15                            | Terminal Naranjal (Embarque 2)        | Regular A · Expreso 2 · Expreso 5 · Expreso 11 · Super Expreso · Super Expreso Norte          |

## Lugares recurrentes en los distritos de la trayectoria
Independencia
- Mercado Los Incas: Avenida Contisuyo 530
- Gasolinera Repsol: Av. Gerardo Unger 3869.
- Clínica Jesús del Norte:Av. Carlos Izaguirre 173.
- Municipalidad de Independencia: Av. María Prado de Bellido 800.
- Gran terminal terrestre Plaza Norte: Av. Tupac Amaru 6899.
- Mercado Central FEVACEL: Av. Tomás Valle 111.

San Martín de Porres - Rímac
- Hospital de la Solidaridad "UNI"
- Sede Universidad de Ingeniería: Av. Gerardo Unger 254
- Fuerte General de División Rafael Hoyos Rubio: Av. Túpac Amaru 100
- Centro comercial "Caquetá Plaza": Av. Caquetá 399.
- Galerías Caquetá: Av. Caquetá 425.
- Mercado Mayorista de Frutas "El Trébol de Caquetá": Av. Caquetá 800.

Centro de Lima - Breña (ramal de Av. Alfonso Ugarte y Av. España.)
- Plaza Dos de Mayo,Av. Alfonso Ugarte 595.
- Hospital Nacional Arzobispo Loayza:Av. Alfonso Ugarte 848.
- Sede de "Casa del Pueblo APRA": Av. Alfonso Ugarte 1012.
- Hospital Nacional Docente Madre Niño San Bartolomé: Av. Alfonso Ugarte 825.
- Supermercado Metro Breña: Av. Alfonso Ugarte 1164.
- Supermercado Plaza Vea Alfonso Ugarte: Av. Alfonso Ugarte 1175.
- Sede Policía Nacional Del Perú:Av. Bolivia 475.
- Comisaría Alfonso Ugarte: Av. Alfonso Ugarte 1352.
- Central Operativa de Investigación Policía Nacional del Perú: Av. España 321.
- Real Plaza Centro Cívico (Conexión directa con la Estación Central)
- (Arriba de la Estación Central) Palacio de Justicia de la Republica del Perú, Av. Paseo de la República
- (Arriba de la Estación Central) Sheraton Lima Historic Center (Hotel Sheraton) Av. Paseo de la República 170.